# Opto-mécanique
Optomécanique
 (octobre 2012).
Si vous disposez d'ouvrages ou d'articles de référence ou si vous connaissez des sites web de qualité traitant du thème abordé ici, merci de compléter l'article en donnant les références utiles à sa vérifiabilité et en les liant à la section « Notes et références ».

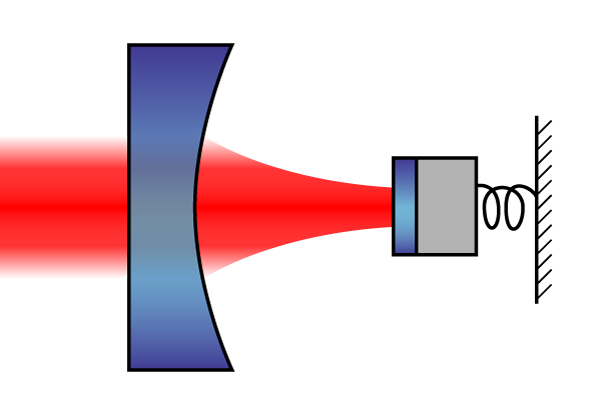
Le modèle typique de l'opto-mécanique consiste en une cavité de deux miroirs dont l'un est fixe et l'autre peut être déplacé.

L'opto-mécanique, ou optomécanique, est un domaine de la physique qui décrit l'interaction de la lumière avec des objets mécaniques à l'échelle des énergies faibles.    
Le terme, un mot-valise construit sur « optique » et « mécanique », est utilisé pour les produits et les processus dans lesquels des composants optiques et mécaniques de précision sont utilisés ensemble. Ces deux composants sont souvent complétés par des composants électroniques ou électromécaniques, notamment pour mettre en œuvre des commandes ou des régulations.

## Exemples
- Supports mécaniques pour composants optiques tels que miroirs ou lentilles.
- Actionneurs piézoélectriques ou mécaniques pour le réglage de composants optiques, ces derniers pouvant être translatés, tournés ou inclinés.
- Dans le cas des stabilisateurs d'image, des capteurs d'accélération et des actionneurs électromécaniques peuvent être utilisés pour contrôler des éléments optiques appropriés dans des systèmes d'imagerie, tels que des objectifs, de telle sorte que l'image sur un capteur d'image ou un film photographique ne soit pas floue même si l'ensemble du système est en mouvement.
- Encodeur incrémental pour souris d'ordinateur avec barrières lumineuses et platines à fentes.
- Actionneurs à micromiroirs avec petits miroirs mobiles pour la déviation de la lumière.
- Adaptateur 35 mm pour caméras vidéo.
- Drones et cardans avec caméras pour enregistrement photographique ou photogrammétrique.